# Shelton Martis
Shelton Demetrio Martis (Willemstad, 29 novembre 1982) è un ex calciatore olandese, di ruolo difensore.

## Carriera
Ha iniziato la sua carriera vestendo le maglie dei club olandesi Excelsior Rotterdam e FC Eindhoven. Nel 2005 si è trasferito in Inghilterra per giocare con il Darlington, squadra che militava nella Football League Two. Dopo una sola stagione è passato all'Hibernian, squadra della Scottish Premier League, con la quale ha conquistato una Coppa di Lega. All'inizio della stagione 2007/08 il suo cartellino è stato acquistato dal West Bromwich Albion; con il nuovo club disputa poche gare, poi nel gennaio 2008 viene mandato in prestito per un mese allo Scunthorpe United. Rientrato al WBA colleziona un esiguo numero di presenze nella stagione 2008/09 prima che il club decida di inviarlo nuovamente in prestito ai Doncaster Rovers nel novembre 2008. Dopo aver iniziato la stagione 2009/10 con il WBA, nel febbraio 2010 passa definitivamente al Doncaster.

## Palmarès

### Club

#### Competizioni nazionali
- Coppa di Lega scozzese: 1

Hibernian: 2006-2007
- Football League Championship: 1

West Bromwich: 2007-2008
- Football League One: 1

Doncaster: 2012-2013